# Alessandria Unione Sportiva 1936-1937
Questa pagina raccoglie i dati riguardanti l'Alessandria Unione Sportiva nelle competizioni ufficiali della stagione 1936-1937.

## Stagione
Dopo il buon risultato della stagione 1935-36, la dirigenza dell'Alessandria a corto di liquidi optò in estate per una completa rifondazione della squadra. Oltre alle cessioni degli esperti Notti al Modena e Gastaldi alla Pro Vercelli, il forte trio offensivo Milano-Riccardi-Busani, passò in blocco all'ambiziosa Lazio per l'allora notevole cifra di 400.000 lire; a queste cessioni non si rispose però adeguatamente e neppure l'esperto tecnico Karl Stürmer, fautore delle ottime stagioni 1931-32 e 1935-36, riuscì a gestire il gran numero di giocatori inesperti e di promesse mancate chiamate a comporre la rosa. A complicare le cose vi fu il grave infortunio al ginocchio del terzino Borelli, fuori causa per l'intera stagione. Dopo un inizio deludente, la squadra perse ulteriore terreno nel finale.
L'esonero dell'allenatore, sostituito da Ottavio Piccinini e dalla "bandiera" Banchero, non servì a raddrizzare una situazione che andava precipitando, e con cinque sconfitte nelle ultime gare fu inevitabile la retrocessione, che si concretizzò alla penultima giornata.

## Divise
| 1ª divisa |

## Organigramma societario
Area direttiva
- Presidente: Otello Finzi, dal 1 gennaio Luigi Riccardi
- Vicepresidente: Giovanni Menghi
- Consiglieri: Luigi Melchionni, Mario Moccagatta, Giorgio Nascimbene, Primo Polenghi e Giovanni Spinolo

Area organizzativa
- Segretario: G. Agosta

Area tecnica
- Allenatore: Karl Stürmer,  dal 31 dicembre Elvio Banchero e Ottavio Piccinini

Area sanitaria
- Massaggiatore: Giovanni Bo

## Rosa
| N. |                   | Ruolo | Calciatore        |
| -- | ----------------- | ----- | ----------------- |
|    | Italia (bandiera) | P     | Ugo Ceresa        |
|    | Italia (bandiera) | P     | Teresio Chiodi    |
|    | Italia (bandiera) | D     | Pietro Cavasonza  |
|    | Italia (bandiera) | D     | Ermanno Montanari |
|    | Italia (bandiera) | D     | Alberto Rosso     |
|    | Italia (bandiera) | D     | Giuseppe Turino   |
|    | Italia (bandiera) | C     | Oreste Barale     |
|    | Italia (bandiera) | C     | Giovanni Bigando  |
|    | Italia (bandiera) | C     | Silvio Bonino     |
|    | Italia (bandiera) | C     | Aristide Coscia   |
|    | Italia (bandiera) | C     | Francesco Ferrero |
|    | Italia (bandiera) | C     | Adolfo Giuntoli   |
|    | Italia (bandiera) | C     | Gastone Martelli  |

| N. |                   | Ruolo | Calciatore         |
| -- | ----------------- | ----- | ------------------ |
|    | Italia (bandiera) | C     | Pasquale Parodi    |
|    | Italia (bandiera) | A     | Elvio Banchero (I) |
|    | Italia (bandiera) | A     | Carlo Borgonovo    |
|    | Italia (bandiera) | A     | Luigi Casalino     |
|    | Italia (bandiera) | A     | Bruno Castellani   |
|    | Italia (bandiera) | A     | Mario Celoria      |
|    | Italia (bandiera) | A     | Aldo Collimedaglia |
|    | Italia (bandiera) | A     | Aldo Croce         |
|    | Italia (bandiera) | A     | Armando Massiglia  |
|    | Italia (bandiera) | A     | Oreste Menighetti  |
|    | Italia (bandiera) | A     | Teresio Piana      |
|    | Italia (bandiera) | A     | Luciano Robotti    |
|    | Italia (bandiera) | A     | Eligio Vecchi      |

## Risultati

### Serie A

#### Girone di andata
| Arbitro: | Dattilo (Roma) |

|  |           |             |
|  | Marcatori | 23’ Fedullo |

| Arbitro: | Biancone (Roma) |

|                                |           |                |
| Capra 38’, 60’, 83’ Cossio 81’ | Marcatori | 41’ Banchero I |

| Arbitro: | Salvatori (Roma) |

|                    |           |                             |
| Robotti 46’ (rig.) | Marcatori | 51’, 89’ Romano 59’ Bellini |

| Arbitro: | Casati (Como) |

|                |           |  |
| Bernardini 71’ | Marcatori |  |

| Arbitro: | Scorzoni (Bologna) |

|             |           |  |
| Robotti 10’ | Marcatori |  |

| Arbitro: | Turbiani (Ferrara) |

|                                          |           |  |
| Chizzo 13’ Costa II 20’ Rocco 28’ (rig.) | Marcatori |  |

| Arbitro: | Scotto (Savona) |

|            |           |  |
| Parodi 82’ | Marcatori |  |

| Arbitro: | Mazza (Torre del Greco) |

|                                                       |           |  |
| Bodini II 39’ Mascheroni 61’, 71’ Cappellini 66’, 69’ | Marcatori |  |

| Arbitro: | Caironi (Milano) |

|                |           |  |
| Banchero I 83’ | Marcatori |  |

| Arbitro: | Zelocchi (Modena) |

|                              |           |  |
| Venditto 38’ Sallustro I 67’ | Marcatori |  |

| Alessandria 6 dicembre 1936 11ª giornata | Alessandria        | 0 – 0 referto | Torino | Campo del Littorio (4.000 spett.)\| Arbitro: \| Scorzoni (Bologna) \| |
| Arbitro:                                 | Scorzoni (Bologna) |               |        |                                                                       |

| Arbitro: | Galeati (Bologna) |

|                              |           |             |
| Robotti 39’ (rig.) Croce 60’ | Marcatori | 24’ Pantani |

| Arbitro: | Scorzoni (Bologna) |

|                                          |           |  |
| Camolese 35’, 63’ Riccardi 36’ Piola 57’ | Marcatori |  |

| Arbitro: | Salvagno (Trieste) |

|                               |           |                |
| Costantino 33’ Capocasale 52’ | Marcatori | 14’ Banchero I |

| Arbitro: | Dattilo (Roma) |

|  |           |                            |
|  | Marcatori | 18’, 53’ Frossi 68’ Meazza |

#### Girone di ritorno
| Arbitro: | Moretti (Genova) |

|                                     |           |  |
| Reguzzoni 40’, 45’, 56’ Sansone 53’ | Marcatori |  |

| Arbitro: | Ciamberlini (Sampierdarena) |

|            |           |                          |
| Vecchi 27’ | Marcatori | 12’, 34’ Boffi 32’ Capra |

| Arbitro: | Caironi (Milano) |

|                             |           |                                           |
| Rizzotti 11’, 30’ Torri 45’ | Marcatori | 27’, 36’ Robotti 72’ Massiglia 88’ Vecchi |

| Arbitro: | Turbiani (Ferrara) |

|                                                   |           |                                  |
| Casalino 28’, 51’ Vecchi 56’ Croce 66’ Turino 87’ | Marcatori | 13’, 89’ Subinaghi 53’ D'Alberto |

| Arbitro: | Conticini (Firenze) |

|                                          |           |             |
| Borel II 8’ Gabetto 29’, 42’ Menti I 46’ | Marcatori | 63’ Bigando |

| Alessandria 21 febbraio 1937 21ª giornata | Alessandria      | 0 – 0 referto | Triestina | Campo del Littorio (3.000 spett.)\| Arbitro: \| Moretti (Genova) \| |
| Arbitro:                                  | Moretti (Genova) |               |           |                                                                     |

| Arbitro: | Turbiani (Ferrara) |

|                   |           |  |
| Stella 87’ (rig.) | Marcatori |  |

| Arbitro: | Scorzoni (Bologna) |

|           |           |  |
| Croce 25’ | Marcatori |  |

| Arbitro: | Zelocchi (Modena) |

|            |           |  |
| Gringa 86’ | Marcatori |  |

| Arbitro: | Mazzarini (Roma) |

|                       |           |  |
| Croce 26’ Robotti 85’ | Marcatori |  |

| Arbitro: | Curradi (Firenze) |

|                                               |           |  |
| Buscaglia 5’, 68’ Palumbo 6’ Bo 55’ Prato 73’ | Marcatori |  |

| Arbitro: | Scorzoni (Bologna) |

|                                                     |           |  |
| Fasanelli 35’, 82’ Marchionneschi 70’ Perazzolo 88’ | Marcatori |  |

| Arbitro: | Bevilacqua (Viareggio) |

|            |           |                                     |
| Vecchi 62’ | Marcatori | 11’, 57’, 78’ Piola 20’, 25’ Busani |

| Arbitro: | Pirovano (Monza) |

|  |           |                 |
|  | Marcatori | 15’, 17’ Grossi |

| Arbitro: | Salvatori (Roma) |

|                                     |           |  |
| Frossi 3’ Villa 78’ Ferraris II 83’ | Marcatori |  |

### Coppa Italia

#### Sedicesimi di finale
| Arbitro: | Zelocchi (Modena) |

|                                              |           |  |
| Parodi 14’ (aut.) Boffi 59’, 72’ Gabardo 61’ | Marcatori |  |

## Statistiche

### Statistiche di squadra
| Competizione | Punti | In casa | In casa | In casa | In casa | In casa | In casa | In trasferta | In trasferta | In trasferta | In trasferta | In trasferta | In trasferta | Totale | Totale | Totale | Totale | Totale | Totale | DR  |
| Competizione | Punti | G       | V       | N       | P       | Gf      | Gs      | G            | V            | N            | P            | Gf           | Gs           | G      | V      | N      | P      | Gf     | Gs     | DR  |
| ------------ | ----- | ------- | ------- | ------- | ------- | ------- | ------- | ------------ | ------------ | ------------ | ------------ | ------------ | ------------ | ------ | ------ | ------ | ------ | ------ | ------ | --- |
| Serie A      | 18    | 15      | 7       | 2       | 6       | 16      | 21      | 15           | 1            | 0            | 14           | 7            | 46           | 30     | 8      | 2      | 20     | 23     | 67     | -44 |
| Coppa Italia | -     | -       | -       | -       | -       | -       |         | 1            | 0            | 0            | 1            | 0            | 4            | 1      | 0      | 0      | 1      | 0      | 4      | -4  |
| Totale       |       | 15      | 7       | 2       | 6       | 16      | 21      | 16           | 1            | 0            | 15           | 7            | 50           | 31     | 8      | 2      | 21     | 23     | 71     | -48 |

### Statistiche dei giocatori[2][3]
| Giocatore        | Serie A  | Serie A | Coppa Italia | Coppa Italia | Totale   | Totale |
| Giocatore        | Presenze | Reti    | Presenze     | Reti         | Presenze | Reti   |
| ---------------- | -------- | ------- | ------------ | ------------ | -------- | ------ |
| E. Banchero (I)  | 13       | 3       | -            | -            | 13       | 3      |
| O. Barale        | 28       | 0       | -            | -            | 28       | 0      |
| G. Bigando       | 16       | 1       | -            | -            | 16       | 1      |
| S. Bonino        | 2        | 0       | -            | -            | 2        | 0      |
| C. Borgonovo     | 5        | 0       | -            | -            | 5        | 0      |
| L. Casalino      | 2        | 0       | -            | -            | 2        | 0      |
| B. Castellani    | 6        | 0       | 1            | 0            | 7        | 0      |
| P. Cavasonza     | 2        | 0       | -            | -            | 2        | 0      |
| M. Celoria       | 2        | 0       | -            | -            | 2        | 0      |
| U. Ceresa        | 27       | -61     | 1            | -4           | 28       | -65    |
| T. Chiodi        | 3        | -6      | -            | -            | 3        | -6     |
| A. Collimedaglia | 3        | 0       | -            | -            | 3        | 0      |
| A. Coscia        | 6        | 0       | 1            | 0            | 7        | 0      |
| A. Croce         | 23       | 4       | -            | -            | 23       | 4      |
| F. Ferrero       | 2        | 0       | -            | -            | 2        | 0      |
| A. Giuntoli      | 11       | 0       | 1            | 0            | 12       | 0      |
| U. Lombardo      | 23       | 0       | -            | -            | 23       | 0      |
| G. Martelli      | -        | -       | 1            | 0            | 1        | 0      |
| A. Massiglia     | 26       | 1       | 1            | 0            | 27       | 1      |
| O. Menighetti    | 6        | 0       | -            | -            | 6        | 0      |
| E. Montanari     | 8        | 0       | 1            | 0            | 9        | 0      |
| P. Parodi        | 26       | 1       | 1            | 0            | 27       | 1      |
| T. Piana         | 1        | 0       | -            | -            | 1        | 0      |
| L. Robotti       | 25       | 6       | 1            | 0            | 26       | 6      |
| A. Rosso         | 23       | 0       | 1            | 0            | 24       | 0      |
| G. Turino        | 14       | 1       | -            | -            | 14       | 1      |
| E. Vecchi        | 14       | 4       | 1            | 0            | 15       | 4      |